# درون و بیرون
درون و بیرون (به انگلیسی: In & Out) فیلمی ۹۲ دقیقه‌ای به کارگردانی فرانک آز با بازی کوین کلاین است.